# Guardians (Film)
Guardians (Originaltitel: russisch Защитники, transkribiert Saschtschitniki) ist ein russischer Action- und Science-Fiction-Spielfilm von 2017. Der Film startete am 26. Februar 2017 in den deutschen Kinos.

## Handlung
Während des Kalten Krieges ruft die Sowjetunion ein Superheldenprogramm unter der Leitung der Geheimorganisation „Patriot“ ins Leben. Sie verleiht ausgewählten Menschen aus verschiedenen Teilen des Landes übermenschliche Kräfte: Arsus kann sich in einen Werbären mit unglaublicher Kraft verwandeln, Khan kämpft mit halbkreisförmigen Sichelschwertern und sticht durch enorme Schnelligkeit und Agilität hervor, Ler ist ein Telepath und kann Steine bewegen und im Kampf nutzen sowie sich eine Rüstung aus Steinen anlegen und Ksenija wird in Wasser unsichtbar, kann sich jeder Temperatur anpassen und verfügt über verschiedene Kampfkünste. Das Zusammenbrechen der Sowjetunion kurze Zeit später bedeutet allerdings auch das Ende der „Beschützer“ genannten Truppe.
Jahre später, als der Wissenschaftler August Kuratow Russland unterwerfen will und das russische Militär machtlos ist, werden die vier „Beschützer“ wieder reaktiviert. Zu diesem Zwecke werden die „Beschützer“ aus allen ehemaligen Mitgliedsstaaten der Sowjetunion rekrutiert. Neben Spannungen zwischen den einzelnen Mitgliedern und persönlichen Problemen (Arsus hat Angst, irgendwann für immer ein Bär zu bleiben, Ksenija leidet unter Gedächtnisverlust und Khan plagen Schuldgefühle, da er einst seinen Bruder im Kampf tötete) offenbart sich Kuratow als zu stark und kann die Truppe besiegen.
Erst nachdem sie sich zusammenraufen, ihre persönlichen Probleme gelöst haben und das Wissenschaftlerteam ihre individuellen Fähigkeiten verbessern, schaffen sie es, Kuratow das Handwerk zu legen.

## Synchronisation
| Rolle                        | Schauspieler            | Synchronsprecher                            |
| ---------------------------- | ----------------------- | ------------------------------------------- |
| Arseniy / Arsus              | Anton Pampuschny        | Sascha Rotermund (1.), Tobias Kluckert (2.) |
| Temirkhan / Khan             | Sanschar Madijew        | Bastian Sierich                             |
| Lernik / Ler                 | Sebastien Sisak         | Jan Spitzer                                 |
| Ksenija                      | Alina Lanina            | Giuliana Jakobeit                           |
| Major Elena Larina           | Walerija Schkirando     | Katrin Zimmermann                           |
| General-Major Nikolai Dolgow | Wjatscheslaw Rasbegajew | Frank Röth                                  |
| August Kuratow               | Stanislaw Schirin       | Tilo Schmitz                                |
| Wiktor Dobronrawow           | Alexander Komissarow    | Rüdiger Evers                               |
| Fjodor                       | Nikolay Shestak         | Florian Hoffmann                            |

## Kritik
„Der unterhaltsame, hochbudgetierte Ost-Science-Fiction-Film kann es optisch durchaus mit vergleichbaren Hollywood-Filmen aufnehmen, an deren gängige erzählerische Standards sich das Werk offen anlehnt. Ein Tiefpunkt des Fims ist allerdings die kalauerhafte deutsche Synchronisation.“

Auf dem US-amerikanischen Portal Rotten Tomatoes gaben nur 33 Prozent der Kritiker dem Film eine positive Bewertung, die Bewertung des Publikums liegt bei 24 Prozent bei über 100 Abstimmungen. Bei der IMDb liegt die Durchschnittswertung  bei 4,0/10 Punkten, basierend auf fast 12.000 Bewertungen.